# 蔡文興
威廉·方濟各·古弗主教（英語：Bishop William Francis Kupfer；1909年1月28日—1998年1月2日）為天主教台中教區首任主教，瑪利諾會会士，1933年6月11日晉繹，1962年7月25日晉牧。蔡文興是他的漢名。

## 簡傳

### 早年生活
他于1909年1月28日在美国纽约布鲁克林出生，其父為艾米爾·古弗（Emil Kupfer）其母瑪利·高耐麗·古弗（Mary Connolly Kupfer）。為家中三男三女六個小孩其中一名。自當地的天主教小學里斯本的聖安多尼小學（ St. Anthony of Padua Parochial School）畢業後就讀聖方濟各中學（St. Francis Preparatory School），在中學其間立志成為神職人員。在他所屬堂區的本堂神父推薦下轉往布魯克林教區的小修院主教座堂中學（Cathedral Preparatory College）就學。於1927年畢業後，他進入巴爾的摩總教區的聖瑪莉大修院（St. Mary’s Seminary）繼續接受神職訓練。在這期間他產生前往中國傳教的志願，因此於1927年加入瑪利諾外方傳教修會。

### 赴華傳教
他於1933年6月11日晋铎為神父後，他就被派遣到中国广西省梧州教區传教。直到1944年受到中日戰爭中日軍佔領廣西影響被調回美國，並在俄亥俄州阿克倫的瑪利諾會小修院擔任教職及副院長職責，主要教授地質學、教會史及護教學，在此之前他總共在廣西待了14年之久。
1948年，他又被瑪利諾會派遣到香港擔任區會長的職務。

### 抵臺傳教

蔡文興牧徽中的臺中公園

他於1951年1月26日獲任命为台中宗座監牧區宗座监牧，他在台中時努力的學習台語以便融入當地，在此同時他又為在臺灣進行傳教任務的瑪利諾會擔任代表參與在紐約的修會會議。1962年4月16日台中宗座監牧區升格為教區，接下來的28日蔡文興神父順理成章的被教宗若望二十三世任命為首任主教，1962年7月25日他在美國紐約瑪利諾會的總會教堂宗徒之后堂被按立為主教，並於接下來的9月23日在台中正式就職。
在他的主教任期內曾經參與過1962年至1965年的第二次梵蒂岡大公會議的總數四次的會期。 而在他的任期中也為台中教區作了許多建設，像是成立天主教的廣播電台及幾間教會學校。並成立了台籍女修會田中耶穌聖心修女會。
他於1984年1月28日年屆75歲，依照梵二對主教年齡限制的規範向教宗若望·保祿二世請辭，但是卻被要求再等兩年。最後他在1986年6月25日退休，將台中教區的職責交與臺籍主教王愈榮，同年年底他回到美國，並加入瑪利諾會的退休神職人員團體。之後曾在當地的教會及兩座醫院進行教務協助，直到1996年因體力不足以負擔職務，他進了瑪利諾會的聖德蘭安養院接受晚年的照料。最後他于1998年1月2日在衛斯特徹斯特醫學中心逝世，追思儀式於1月6日舉行於德蘭安養院。

## 已其名字命名的建築
- 靜宜大學文興樓
- 文興中學